# Kanton Tassin-la-Demi-Lune
Der Kanton Tassin-la-Demi-Lune war bis 2015 ein französischer Kanton im Arrondissement Lyon und in der Region Rhône-Alpes. Er gehörte ursprünglich zum im Département Rhône und hatte seinen Hauptort in Tassin-la-Demi-Lune. Der Kanton wurde abgeschafft, als auf seinem Einzugsgebiet die Métropole de Lyon das Département Rhône als übergeordnete Gebietskörperschaft zum Jahreswechsel 2014/2015 ablöste und die Kantone ihre Funktion als Wahlkreise verloren. Sein letzter Vertreter im conseil général des Départements war Pascal Charmot (UMP).

## Gemeinden
Der Kanton bestand aus zwei Gemeinden:
| Gemeinde            | Einwohner Jahr | Fläche km² | Bevölkerungsdichte | Code INSEE | Postleitzahl |
| ------------------- | -------------- | ---------- | ------------------ | ---------- | ------------ |
| Francheville        | 14.094 (2013)  | 8,18       | 1723 Einw./km²     | 69089      | 69340        |
| Tassin-la-Demi-Lune | 21.102 (2013)  | 7,79       | 2709 Einw./km²     | 69244      | 69160        |